# Station Zwankendamme
Station Zwankendamme was een spoorweghalte langs spoorlijn 51A (Brugge - Zeebrugge) in Zwankendamme, een woonkern in de Brugse deelgemeente Lissewege.
Door de aanleg van een nieuwe rangeerbundel van 10 sporen (in de toekomst uit te breiden tot 24) tussen het rangeerstation Zeebrugge-Vorming en het station Lissewege, werd het station Zwankendamme, om technische en financiële redenen, gesloten. Reizigers van Zwankendamme dienen nu de trein te nemen in het 1,2 kilometer verderop gelegen station Lissewege.

## Galerij

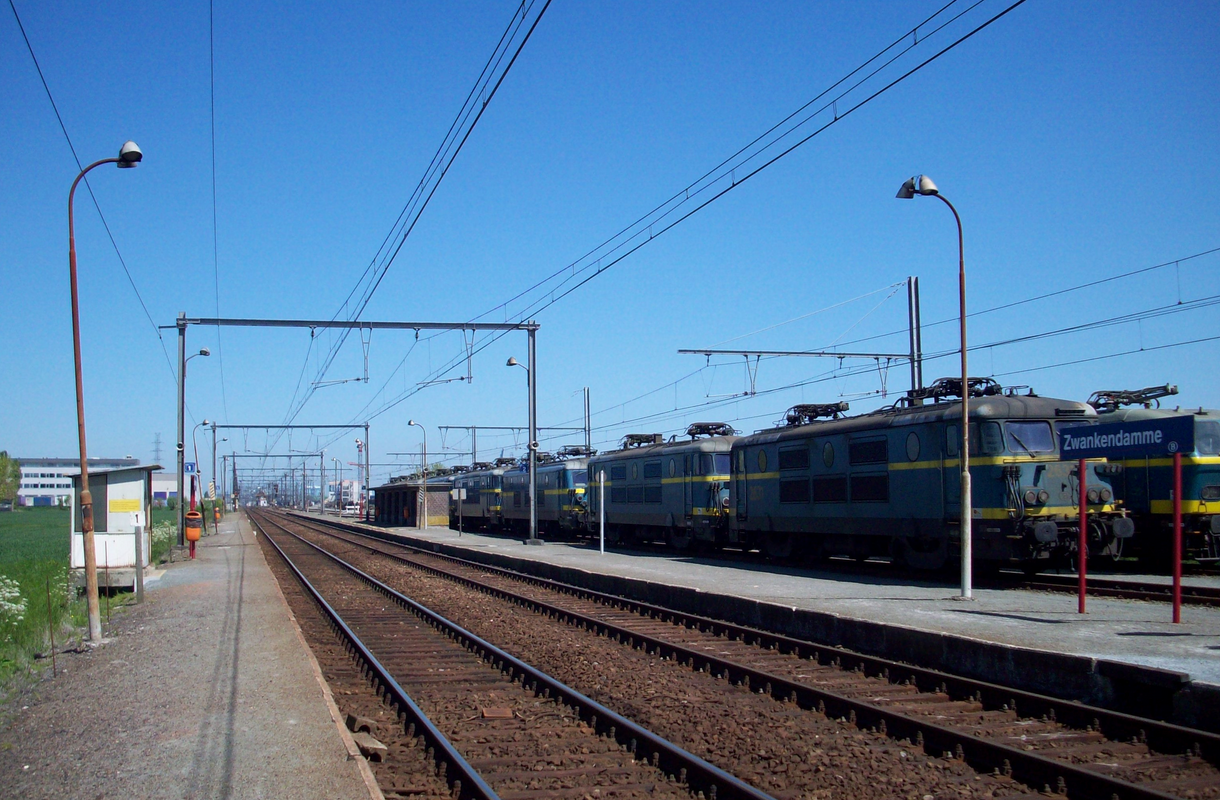
Station Zwankendamme: de twee doorgaande sporen van lijn 51A (foto 2010)
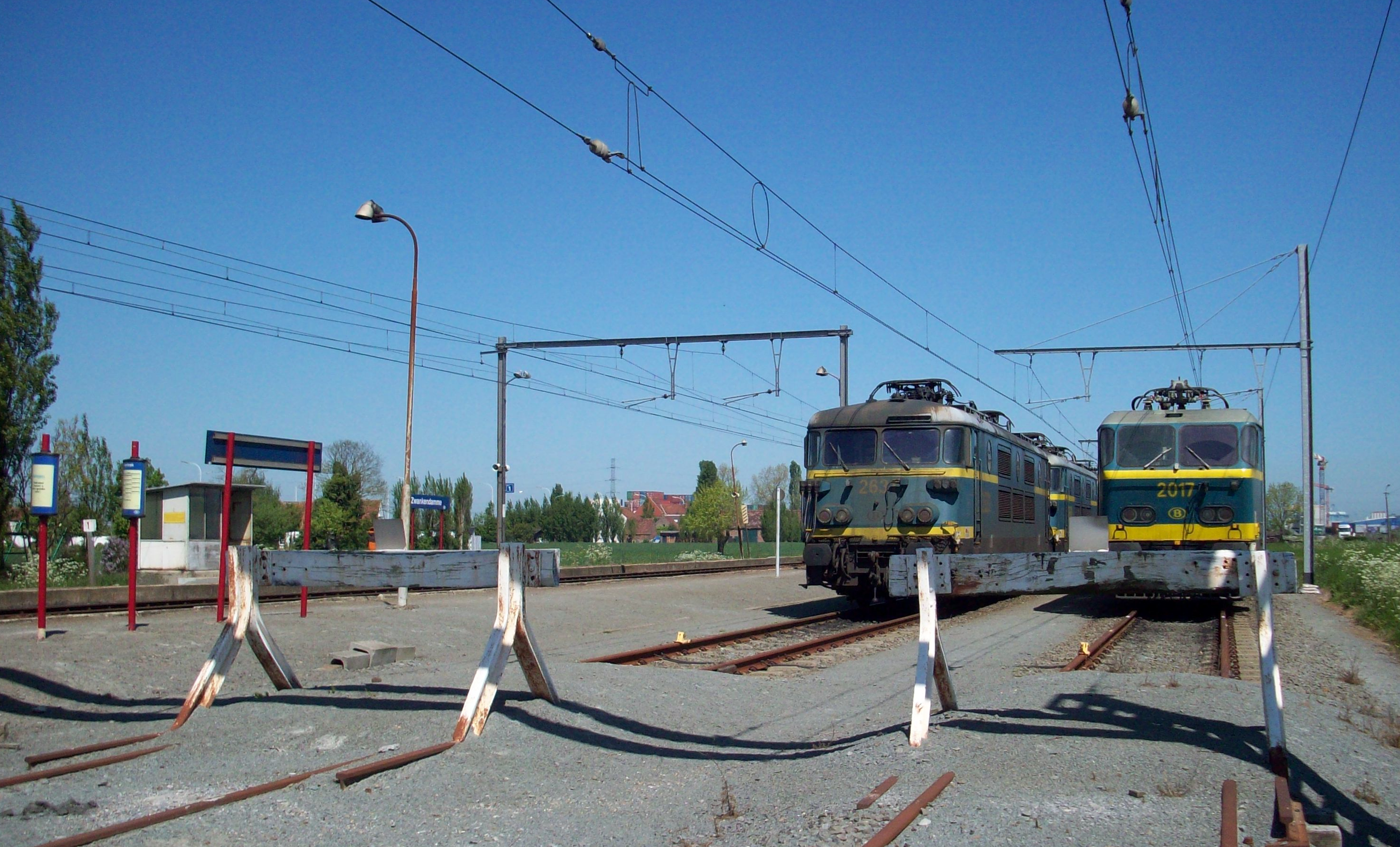
Net naast het station bevonden zich twee opstelsporen (foto 2010)
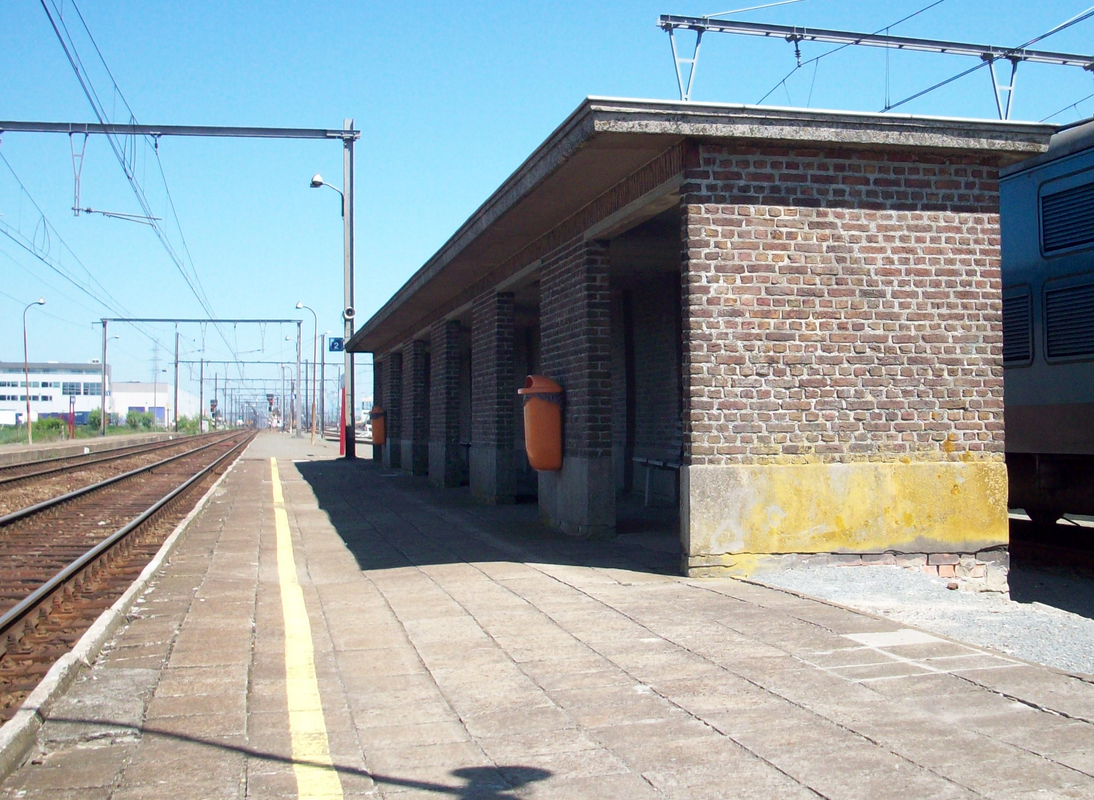
Schuildak (foto 2010)
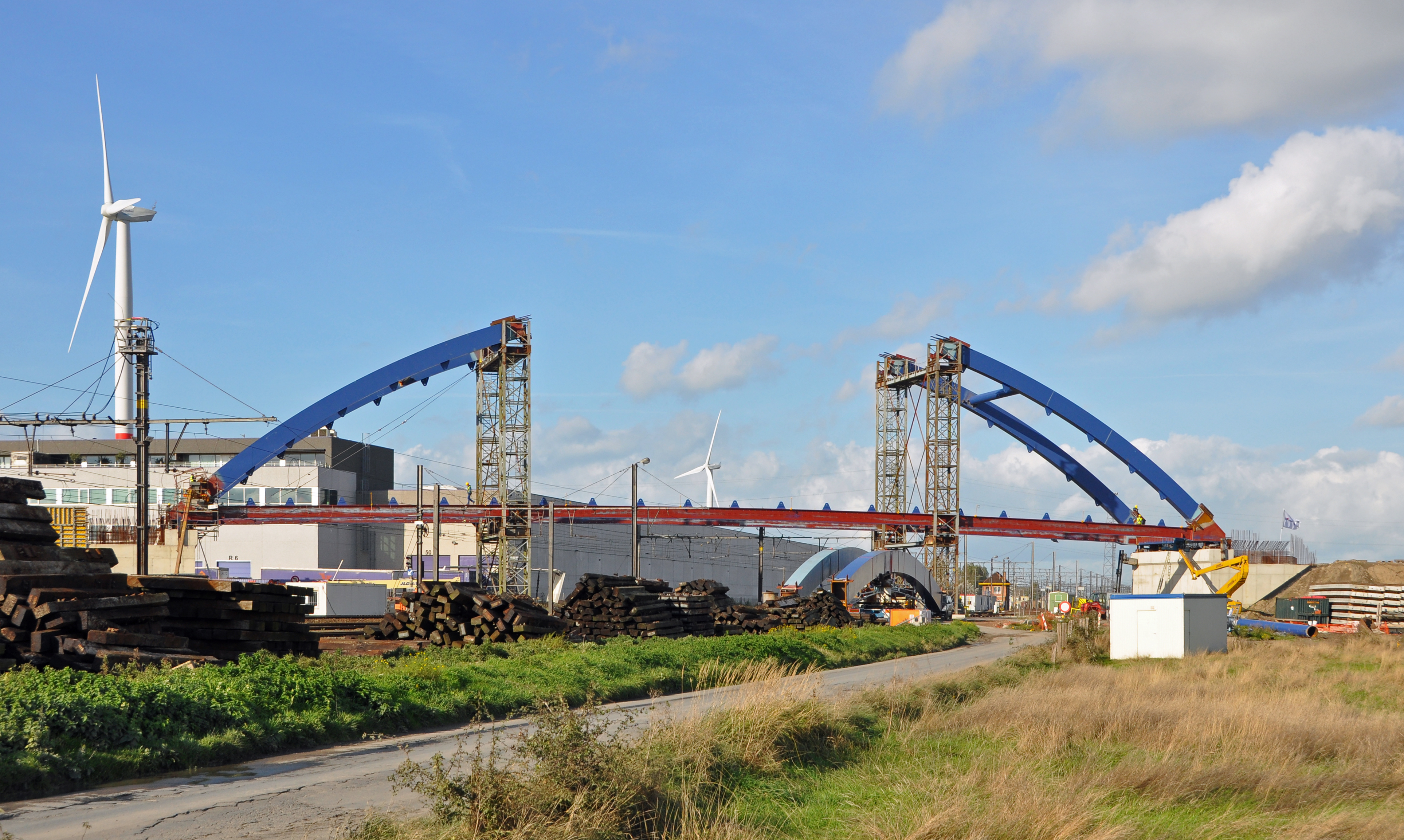
Bouw van een nieuwe brug over de sporen en de toekomstige rangeerbundel, oktober 2013
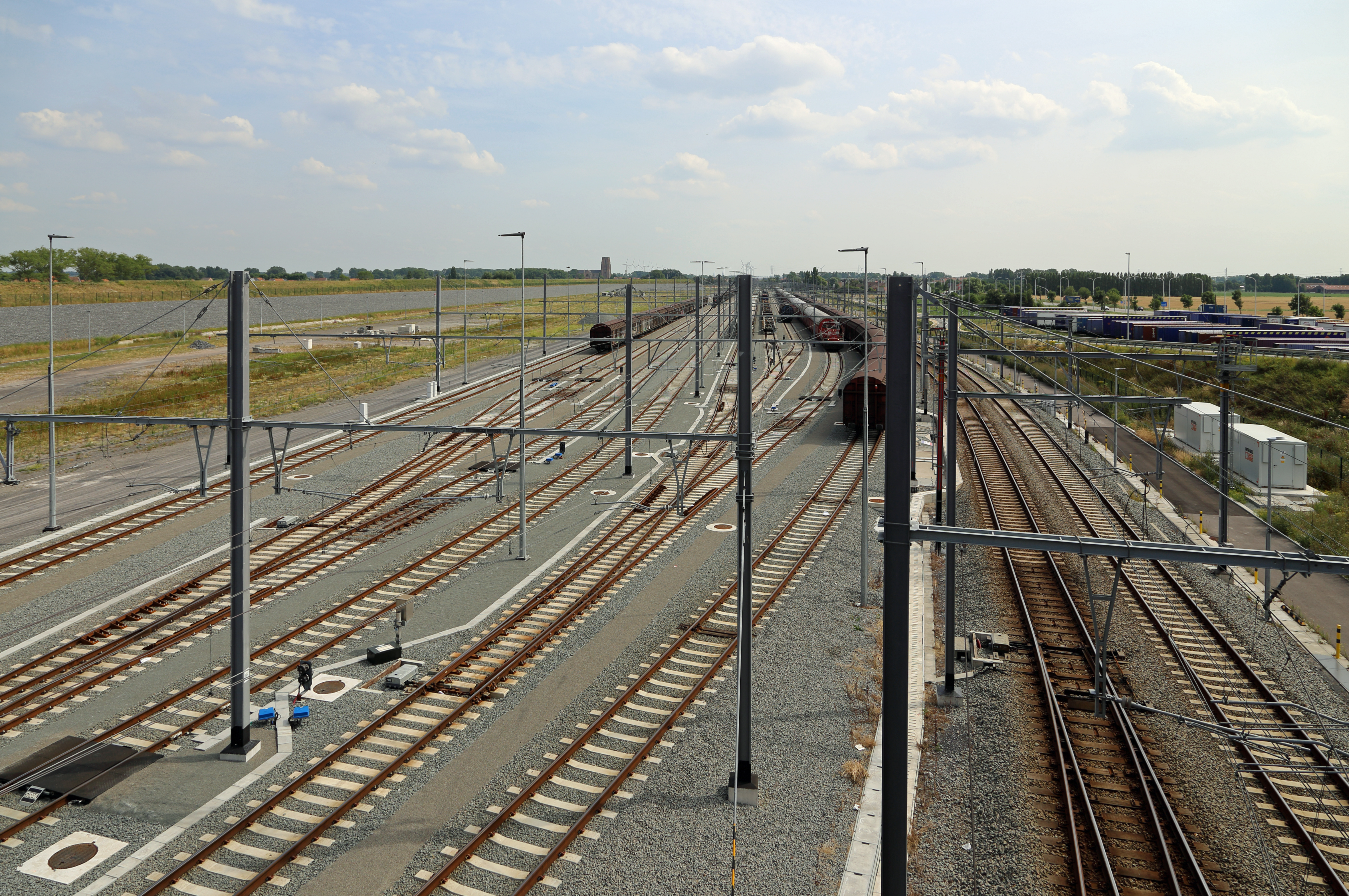
Rangeerbundel 'Zwankendamme', die in de plaats kwam van het station (toestand 2019)

## Reizigerstellingen
De grafiek en tabel geven het gemiddeld aantal instappende reizigers weer op een week-, zater- en zondag.
| Tabel: aantal instappende reizigers station Zwankendamme | Tabel: aantal instappende reizigers station Zwankendamme | Tabel: aantal instappende reizigers station Zwankendamme | Tabel: aantal instappende reizigers station Zwankendamme |
|                                                          | Weekdag                                                  | Zaterdag                                                 | Zondag                                                   |
| -------------------------------------------------------- | -------------------------------------------------------- | -------------------------------------------------------- | -------------------------------------------------------- |
| 1977                                                     | 126                                                      | 43                                                       | 14                                                       |
| 1978                                                     | 157                                                      | 37                                                       | 20                                                       |
| 1979                                                     | 131                                                      | 47                                                       | 36                                                       |
| 1980                                                     | 153                                                      | 35                                                       | 37                                                       |
| 1981                                                     | 150                                                      | 29                                                       | 24                                                       |
| 1982                                                     | 113                                                      | 38                                                       | 25                                                       |
| 1983                                                     | 115                                                      | 36                                                       | 29                                                       |
| 1984                                                     | 100                                                      | 29                                                       | 25                                                       |
| 1985                                                     | 133                                                      | 42                                                       | 31                                                       |
| 1986                                                     | 102                                                      | 45                                                       | 28                                                       |
| 1987                                                     | 92                                                       | 46                                                       | 37                                                       |
| 1988                                                     | 59                                                       | 31                                                       | 17                                                       |
| 1989                                                     | 66                                                       | 29                                                       | 23                                                       |
| 1990                                                     | 70                                                       | 34                                                       | 30                                                       |
| 1991                                                     | 83                                                       | 25                                                       | 20                                                       |
| 1992                                                     | 65                                                       | 35                                                       | 18                                                       |
| 1993                                                     | 33                                                       | 17                                                       | 28                                                       |
| 1994                                                     | 52                                                       | 12                                                       | 18                                                       |
| 1995                                                     | 37                                                       | 17                                                       | 11                                                       |
| 1996                                                     | 44                                                       | 5                                                        | 5                                                        |
| 1997                                                     | 51                                                       | 16                                                       | 17                                                       |
| 1998                                                     | 34                                                       | 8                                                        | 3                                                        |
| 1999                                                     | 25                                                       | 8                                                        | 3                                                        |
| 2000                                                     | 34                                                       | 6                                                        | 12                                                       |
| 2001                                                     | 40                                                       | 10                                                       | 10                                                       |
| 2002                                                     | 33                                                       | 10                                                       | 7                                                        |
| 2003                                                     | 41                                                       | 13                                                       | 4                                                        |
| 2004                                                     | 51                                                       | 9                                                        | 6                                                        |
| 2005                                                     | 42                                                       | 6                                                        | 6                                                        |
| 2006                                                     | 48                                                       | 6                                                        | 13                                                       |
| 2007                                                     | 39                                                       | 6                                                        | 12                                                       |
| 2008                                                     | -                                                        | -                                                        | -                                                        |
| 2009                                                     | 52                                                       | 8                                                        | 5                                                        |
| 2010                                                     | -                                                        | -                                                        | -                                                        |
| 2011                                                     | -                                                        | -                                                        | -                                                        |
| 2012                                                     | 48                                                       | 8                                                        | 6                                                        |
| 2013                                                     | 39                                                       | 7                                                        | 4                                                        |
| 2014                                                     | 26                                                       | 7                                                        | 5                                                        |

Assebroek ·
Brugge ·
Brugge-Dijk ·
Brugge-Dok ·
Brugge-Noord ·
Brugge-Sint-Pieters ·
Brugge-Vorming ·
Brugge-Zeehaven ·
Dudzele ·
Dudzele-Kanaal ·
Lissewege ·
Sint-Michiels ·
Steenbrugge ·
Zeebrugge-Vorming ·
Zeebrugge-Dorp ·
Zeebrugge-Strand ·
Zwankendamme
(Brugge ·
Brugge-Sint-Pieters) · 
2,3: Dudzele-Kanaal ·
5,9: Lissewege ·
7,1: Zwankendamme ·
9,8: Zeebrugge-Dorp ·
Zeebrugge-Strand